# Đức Thắng, Tiên Lữ
Đức Thắng là một xã thuộc huyện Tiên Lữ, tỉnh Hưng Yên, Việt Nam.

## Địa lý
Xã Đức Thắng cách trung tâm huyện Tiên Lữ 2 km theo đường 203C, cách cầu Triêu Dương 2 km, cách thành phố Hưng Yên 10 km, cách thành phố Hà Nội 75 km, có vị trí địa lý:
- Phía đông giáp xã Thụy Lôi
- Phía tây giáp với xã Dị Chế
- Phía nam giáp Sông Luộc
- Phía bắc giáp xã Trung Dũng, Lệ Xá và Hải Triều.

Xã Đức Thắng có diện tích 4,17 km², dân số năm 2019 là 4.325 người, mật độ dân số đạt 1.037 người/km².

## Lịch sử
Xã Đức Thắng hiện nay được thành lập từ việc tách ra từ 2 xã Quốc Trị (thôn Lương Trụ và thôn Chỉ Thiện)và xã Dị Chế (thôn Lạc Dục và thôn An Lạc).
Ngày 6 tháng 11 năm 1996, Quốc hội ban hành Nghị quyết về việc chia tỉnh Hải Hưng thành 2 tỉnh Hải Dương và Hưng Yên và xã Đức Thắng thuộc huyện Phù Tiên, tỉnh Hưng Yên.
Ngày 24 tháng 2 năm 1997, Chính phủ ban hành Nghị định 17-CP về việc chuyển xã Đức Thắng thuộc huyện Phù Tiên về huyện Tiên Lữ mới tái lập quản lý.

## Kinh tế - xã hội
Xã là một xã thuần nông dân số 70% sống bằng nông nghiệp, 30% làm khu công nghiệp.

### Giáo dục
Dân số trong xã lứa tuổi từ năm 1979 trở lại đây 100% được phổ cập cấp II và cấp III, trong những năm 1999 đên nay số học sinh thi đỗ đại học như hoa đua nở. Tiêu biểu vào thời nhà Nguyễn thôn Lương Trụ có tiến sĩ đầu tiên trong xã tiến sĩ Nguyễn Tiến Mỹ hiện nay bia ghi danh ông tại Văn Miếu Xích Đằng thành phố Hưng Yên.
Về dòng họ trong xã: có những dòng họ chình họ Đặng, Bùi, Nguyễn là khai sinh ra làng Lương Trụ, họ Vũ tại thôn Chỉ Thiện, họ Lê tại thôn An Lạc, họ Vũ tại thôn Lạc Dục.